# ایر کی‌بی‌زد
ایر کی‌بی‌زد (به انگلیسی: Air KBZ) یک شرکت هواپیمایی با کد یاتا K7 است که در ۱ اکتبر ۲۰۱۰ میلادی تأسیس شده است. دفتر مرکزی ایر کی‌بی‌زد در یانگون، میانمار واقع شده است و به ۱۴ مقصد، پرواز انجام می‌دهد.